# Maktutredningen
Maktutredningen var en statlig utredning i Sverige som tillkallades av vice statsminister Ingvar Carlsson 1985 (Ju 1985:02). Kommittén hade som uppgift att "fördjupa kunskaperna om den svenska demokratins villkor, om medborgarnas möjligheter att påverka sina levnadsvillkor och om de faktorer som skapar makt att forma morgondagens Sverige". Ledamöter av utredningen var Olof Petersson (ordförande), Yvonne Hirdman, Inga Persson och Johan P. Olsen. Huvudsekreterare var Anders Westholm. Bland forskningsassistenterna märktes Ingrid Carlberg. 
Maktutredningen presenterade 1990 slutrapporten Demokrati och makt i Sverige (SOU 1990:44).